# Винтовка Чан Кайши
Винтовка типа Чжунчжэнь (кит. 中正式), известная как Винтовка Чан Кайши или Тип 24 (кит. 二四式) — китайская винтовка, лицензионная копия немецкой винтовки Mauser 98, предшественницы другой винтовки вермахта Mauser 98k. 

## История
Производство винтовки Чан Кайши началось в августе 1935 года (или в 24 году по календарю Китайской Республики, в честь чего она и получила название Тип 24). Позднее она получила наименование тип Чжунчжэнь. Несмотря на то, что Тип 24 был принят на вооружение в 1935 году, он не был самой распространённой винтовкой в истории Китайской Республики, а его начали активно использовали лишь в годы японо-китайской войны. Оружие использовалось вплоть до окончания Корейской войны.
Оружие было принято в первую очередь Национально-революционной армией во время германо-китайского военного сотрудничества. Качество винтовки отличались в зависимости от производителя, однако все немецкие стандартные винтовки образцов 1933 и 1934 года производились на тех военных заводах, от которых отказался вермахт и которые потом выкупили китайцы. В 1935 году винтовку приняли на вооружение, однако количество её экземпляров было удивительно низким. В городах Чунцин и Куньмин производилось больше всего винтовок, однако во время бомбёжек большую часть предприятий пришлось эвакуировать или скрывать в подземельях.
Из-за несовершенства технологий производства это оружие использовалось преимущественно теми китайскими подразделениями, которые обучались не под руководством немецких специалистов и действовали не по воинским уставам немецкого образца. Тем не менее, находились люди, которые действовали очень эффективно с этой винтовкой: сержант китайской армии Тун Чи Йе в районе реки Янцзы в одной из битв, не используя оптический прицел, уничтожил более 100 солдат Японской императорской армии.
Всего за годы японо-китайской войны произведено от 500 до 600 тысяч этих винтовок. 

## Описание
Винтовка Чан Кайши является точной копией Маузер 98. Для стрельбы использовались патроны 7,92×57 мм, которые обладали большей останавливающей силой по сравнению с маузеровскими патронами калибра 8 мм. Тип 24 был лучше японской винтовки «Арисака» в таких показателях, как скорострельность и дальность стрельбы, а также был более компактным.
По желанию к винтовке Чан Кайши можно было добавить штык Ханьян 1935, который не уступал по убойной силе мечу дадао. Меч использовался в качестве холодного оружия теми солдатами и партизанами, у которых не прилагался штык к винтовке.

## Отражение в культуре и искусстве
Вместе с пистолетом Mauser C96 и стальным шлемом вермахта винтовка Чан Кайши является символом Национально-революционной армии Китайской республики.

## Страны-эксплуатанты

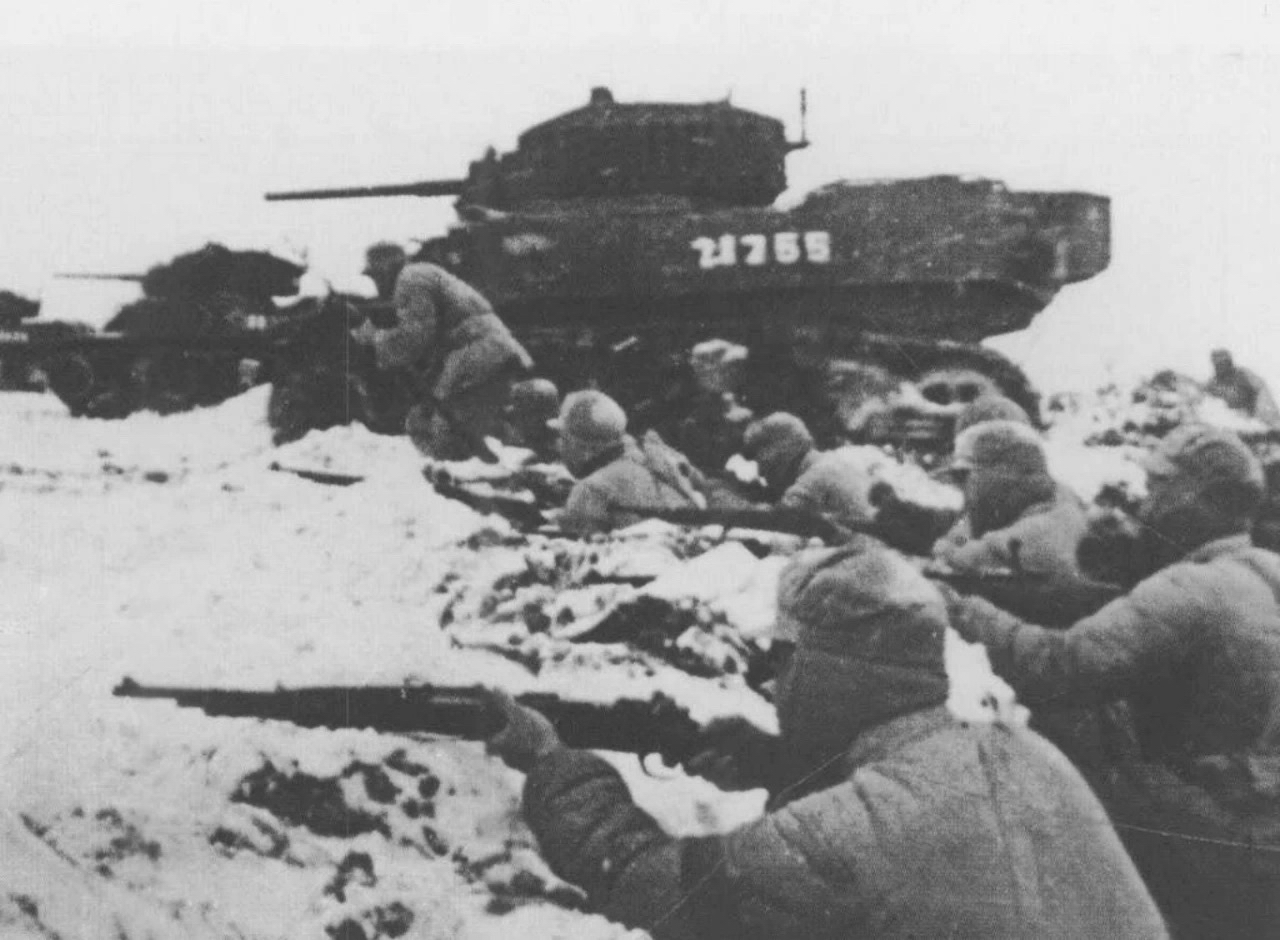
Народно-освободительная армия Китая с винтовками Тип 24

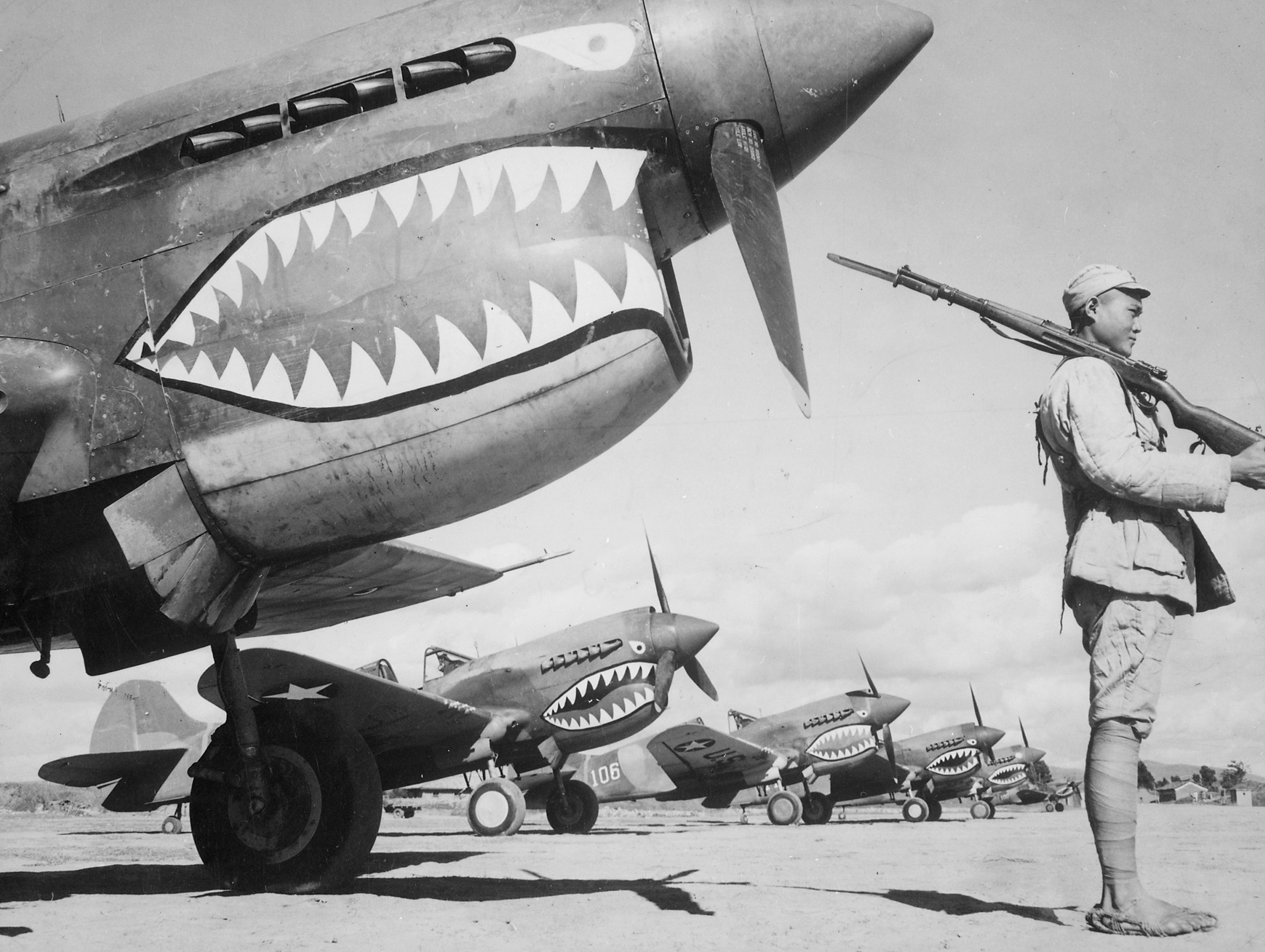
Национально-революционная армия Китайской Республики с винтовками Тип 24

- Китайская республика - с целью стандартизации вооружения и боеприпасов, в конце 1940-х годов в частях армии гоминьдана проходила постепенная замена винтовок на поступавшее по программе военной помощи из США стрелковое оружие американского производства (самозарядные винтовки M1 Garand и карабины M1 Carbine, «пистолет-пулемёты Томпсона»). После эвакуации на Тайвань войска были переформированы и перевооружены.
- Китай — использовалась в подразделениях китайской Красной Армии под наименованием Тип 79[1]

В наши дни винтовка используется исключительно на военных церемониях в Китае[уточнить].